# Saison 19 de Naruto Shippuden
Pour un article plus général, voir Liste des épisodes de Naruto Shippuden.
Chronologie
Saison 18 de Naruto Shippuden Saison 20 de Naruto Shippuden

## Légende des tableaux
|  | Épisodes adaptés (sans couleur d'arrière plan) |

|  | Épisodes filler (hors manga) |

Légende : Les épisodes fillers (épisodes hors série exclusifs à l'animé qui ne sont pas dans les mangas) sont surlignés en couleur.

## Saison 19
Diffusée sur TV Tokyo entre le 5 mai 2016 et le 13 octobre 2016, elle contient 21 épisodes.
| No | Titre français                | Titre japonais       | Titre japonais                                     | Date de 1re diffusion |
| No | Titre français                | Kanji                | Rōmaji                                             | Date de 1re diffusion |
| --- | ----------------------------- | -------------------- | -------------------------------------------------- | --------------------- |
| 459 | Au Commencement               | はじまりのもの       | Hajimari no mono (Celle au commencement)           | 5 mai 2016            |
| [Chapitres 679 à 681] — Kaguya Ôtsutsuki est ramenée à la vie par le Zetsu noir et attaque immédiatement l’équipe 7 en les emmenant dans une de ses dimensions constituée de lave. Au cours du combat, le Zetsu noir explique à Naruto et à Sasuke la manière dont il a manigancé le retour de Kaguya depuis des siècles. |                               |                      |                                                    |                       |
| 460 | Kaguya Ôtsutsuki              | 大筒木カグヤ         | Ōtsutsuki Kaguya (Kaguya Ôtsutsuki)                | 12 mai 2016           |
| Note : Cet épisode débute l'arc filler mineur de l’histoire de Kaguya et de ses fils. |                               |                      |                                                    |                       |
| 461 | Hagoromo et Hamura            | ハゴロモとハムラ     | Hagoromo to Hamura (Hagomoro et Hamura)            | 19 mai 2016           |
| 462 | Passé Falsifié                | 造られた過去         | Tsukurareta kako (Un passé fabriqué)               | 26 mai 2016           |
| [Chapitre 681 + filler] — Rétrospective sur le passé de Kaguya et ses fils, Hagoromo et Hamura. Les révélations de Zetsu Noir se poursuivent. Note : Cet épisode clôt l'arc filler mineur de l’histoire de Kaguya et de ses fils. |                               |                      |                                                    |                       |
| 463 | L'Imprévisible !              | 意外性ナンバーワン！ | Igaisei nanbāwan! (Numéro un en imprévisibilité !) | 2 juin 2016           |
| [Chapitres 682-683] — Le Zetsu noir ayant terminé ses explications, le combat reprend. Kaguya est mise en difficulté grâce à une stratégie de Naruto, mais avant qu'ils ne puissent la sceller, elle les plonge dans une dimension glacée, puis emmène Sasuke dans une autre dimension désertique pour le séparer de Naruto. Obito, soigné par un clone de celui-ci, se réveille, et décide d’aider Sakura à aller chercher Sasuke grâce à son Kamui. Le Sage des Six Chemins apparaît aux Hokage et leur révèle son plan pour ramener l'équipe 7 hors de la dimension de Kaguya. |                               |                      |                                                    |                       |
| 464 | Ninshû                        | 忍宗                 | Ninshū (Ninshū)                                    | 9 juin 2016           |
| Note : Cet épisode débute l'arc filler mineur de l’histoire des fils du Sage des six chemins. |                               |                      |                                                    |                       |
| 465 | Asura et Indra                | アシュラとインドラ   | Ashura to Indora (Ashura et Indora)                | 16 juin 2016          |
| 466 | La Quête                      | 試練の旅             | Shiren no tabi (Voyage initiatique)                | 30 juin 2016          |
| 467 | La Résolution d'Asura         | アシュラの決意       | Ashura no ketsui (La détermination d'Ashura)       | 7 juillet 2016        |
| 468 | Successeur                    | 後継者               | Kōkeisha (L’héritier)                              | 21 juillet 2016       |
| À la grande surprise de l'assemblée, Hagoromo a pris sa décision: il choisit officiellement son fils cadet Asura pour lui succéder. Indra explique à son père qu'il a dû se débrouiller seul, contrairement à Asura qui a reçu l'aide des villageois, mais cela a coûté la vie à ceux qui ont été chargés par le premier. Dégoûté par le choix de son père, il tue ses deux amis les plus proches et révèle son vrai visage: celui d'un fils aîné aveuglé par la haine et la soif de puissance. Son acte meurtrier lui a permis d'éveiller le Mangekyô Sharingan. Hélas, un combat s'ensuit entre les deux fils d'Hagoromo. Mais grâce au soutien de son père et ses amis, le cadet réussit à battre l'aîné et pousse ce dernier à se retirer. Des années s'écoulent et Hagoromo est sur le point de mourir. Après avoir reçu la visite de son fils aîné la veille qui lui apprend qu'avoir choisi Asura va engendrer des conflits dans l'avenir, il meurt l'esprit serein, car il sait que son fils cadet va tout faire pour empêcher Indra d'accomplir son plan machiavélique. Puis les combats entre les deux frères se sont réincarnés de génération en génération, de Hashirama et Madara jusqu'à Naruto et Sasuke. Note : Cet épisode clôt l'arc filler mineur de l’histoire des fils du Sage des six chemins. |                               |                      |                                                    |                       |
| 469 | Mission spéciale              | 特別任務             | Tokubetsu ninmu (Mission spéciale)                 | 28 juillet 2016       |
| [Fū no Sho (Omake)] — Note : Cet épisode adapte le chapitre bonus (omake) du 2e fanbook (Fū no Sho) |                               |                      |                                                    |                       |
| 470 | Sentiments liés               | 繋がる想い           | Tsunagaru omoi (Le fil des pensées)                | 4 août 2016           |
| [Chapitres 683-685] — Fin de la rétrospective sur le passé du clan Otsutsuki. Tandis que le combat contre Kaguya continue, Obito et Sakura cherchent Sasuke, tandis que Naruto et Kakashi font diversion pour tenir Kaguya à l'écart. Parvenus à libérer Sasuke de la dimension du désert dans laquelle il était prisonnier, ils retournent aider Naruto dans son combat. |                               |                      |                                                    |                       |
| 471 | Les prendre en main           | 二人をちゃんと       | Futari o chanto (Ces deux-là, pour toujours)       | 11 août 2016          |
| [Chapitre 686] — L’équipe 7 et Obito sont mis en difficulté par la pesanteur qui règne dans la nouvelle dimension invoquée par Kaguya. Alors qu’elle est sur le point de transpercer Naruto et Sasuke, Obito et Kakashi se précipitent pour intercepter l’attaque. Obito sauve Kakashi en absorbant celle qui le vise, mais est mortellement touché. |                               |                      |                                                    |                       |
| 472 | Quoi qu'il advienne !         | お前は必ず           | Omae wa kanarazu (Certainement, tu vas…)           | 18 août 2016          |
| [Chapitre 687] — Naruto tente de maintenir Obito en vie, mais il est trop tard, son corps commence à se désagréger. Sasuke attaque immédiatement Kaguya mais ils sont projetés dans une nouvelle dimension. Obito, à l'article de la mort, demande à Naruto de devenir Hokage et de faire de leur rêve commun une réalité. Avant de rejoindre Lin dans l'au-delà, il confie ses pouvoirs à Kakashi, tandis que Naruto, mis en colère par les moqueries du Zetsu noir, sectionne le bras gauche de Kaguya où il se cache. |                               |                      |                                                    |                       |
| 473 | Le Sharingan, encore une fois | 写輪眼、再び         | Sharingan, futatabi (De nouveau, le Sharingan)     | 25 août 2016          |
| [Chapitre 688-689] — Le combat final de l'équipe 7 contre Kaguya est sur le point de s'achever. Aidés par Kakashi et Sakura, ils parviennent à la sceller. |                               |                      |                                                    |                       |
| 474 | Félicitations !               | おめでとう           | Omedetō (Félicitations)                            | 1er septembre 2016    |
| [Chapitre 690-691] — Les démons à queues et Madara sont éjectés, ne laissant plus que la coquille vide de la statue du Démon des Enfers. Zetsu Noir tente de s’enfuir, mais Naruto le retrouve et l'envoie rejoindre Kaguya dans la nouvelle Lune créée pour la sceller. Le Sage des six chemins invoque plusieurs kage des générations précédentes pour ramener tout le monde de la dimension de Kaguya. Kakashi dit adieu à Obito, tandis que Hashirama fait de même avec Madara, et Naruto avec son père, à qui il demande de tout raconter à sa mère. La Guerre pour les démons à queues venait de se conclure sur la défaite de Kaguya ainsi que sur la victoire de l'équipe 7, malgré de nombreuses victimes. Note : Cet épisode clôt l'arc majeur du combat contre Kaguya. |                               |                      |                                                    |                       |
| 475 | La Vallée de la Fin           | 終末の谷             | Shūmatsu no Tani (La Vallée de la Fin)             | 8 septembre 2016      |
| [Chapitre 692-693] — La 4e Grande Guerre Ninja est désormais finie ; les Hokage réincarnés sont renvoyés dans l'au-delà, pendant que sur le terrain, le Sage des six chemins demande à Sasuke et Naruto d'annuler les « Arcanes lunaires infinis ». Mais Sasuke enferme les démons à queues avec la « Naissance de l'astre divin » et annonce vouloir tuer Naruto et devenir Hokage d’après sa propre vision du rôle. Ils s’apprêtent à combattre dans la Vallée de la Fin. Note : Cet épisode débute l'arc de Naruto et Sasuke, l’ultime combat. |                               |                      |                                                    |                       |
| 476 | Le Dernier Combat             | 最後の戦い           | Saigo no Tatakai (Le combat final)                 | 29 septembre 2016     |
| [Chapitre 694-696] — Avant de commencer le combat, Sasuke explique à Naruto sa vision du Hokage : il souhaite, comme Itachi, être le seul à porter le fardeau des ténèbres, prendre le contrôle du monde ninja et éliminer les cinq kage. Naruto refuse de l'écouter et engage le combat. Ils s'affrontent d'abord au corps à corps, jusqu'à ce que Naruto réveille le pouvoir du Sage des six chemins, ainsi que celui de Kurama, pendant que Sasuke déploie son Susanô. Pour renforcer sa puissance, Sasuke utilise le chakra des démons à queues emprisonnés dans les astres. |                               |                      |                                                    |                       |
| 477 | Naruto et Sasuke              | ナルトとサスケ       | Naruto to Sasuke (Naruto et Sasuke)                | 29 septembre 2016     |
| [Chapitre 696-698] — Le combat continue ; tandis que Sasuke déclenche une nouvelle forme, plus puissante, de Susanô grâce au chakra des démons à queues, Naruto riposte avec des clones sous la forme de Kyûbi. Après avoir confronté leurs meilleures techniques et épuisé presque tout leur chakra, ils poursuivent le combat au taijutsu, jusqu’à ce que Kyûbi transmette à nouveau du chakra à Naruto, mais Sasuke l’absorbe en grande partie avec son Rinnegan. Pour en finir, il combine ses « Mille oiseaux » avec la technique Enton des « Flammes noires », tandis que Naruto le contre avec un ultime « Orbe tourbillonnant ». Les deux attaques s' entrechoquent. |                               |                      |                                                    |                       |
| 478 | Réconciliation                | 和解の印             | Wakai no in (Le sceau de la réconciliation)        | 6 octobre 2016        |
| [Chapitre 698] — Sasuke et Naruto mettent un point final à leur combat en opposant les « Mille oiseaux » et l’« Orbe tourbillonnant », détruisant les statues des fondateurs de Konoha. La nuit venue, se croyant morts, ils revivent leur passé et discutent. Sasuke se rend compte de la force de Naruto, des épreuves par lesquelles il est passé pour devenir plus fort et le reconnaît à sa juste valeur. Le jour suivant, l'affrontement se termine sur un match nul, Naruto ayant perdu son bras droit et Sasuke son bras gauche. Ce dernier reconnaît toutefois sa défaite. Note : Cet épisode clôt l'arc de Naruto et Sasuke, l’ultime combat. |                               |                      |                                                    |                       |
| 479 | Naruto Uzumaki                | うずまきナルト!!     | Uzumaki Naruto !! (Naruto Uzumaki !!)              | 13 octobre 2016       |
| [Chapitre 699] — Rendue sur le lieu du combat avec Kakashi, Sakura soigne ses camarades pour leur éviter de mourir d'hémorragie ; Sasuke, avec l'aide de Naruto, annule les «Arcanes Lunaires Infinis», et libère les démons à queues prisonniers des astres divins. Retournés à Konoha, tous les villageois (sauf Sasuke) assistent aux funérailles de Neji, de Shikaku Nara et Inoichi Yamanaka. Kakashi est nommé 6e Hokage à la demande de Tsunade, et Naruto reçoit de nombreux visiteurs, venus du monde ninja entier, le remercier de les avoir sauvés, dont Gaara et A, accompagnés de leurs escortes, qui viennent lui rendre visite à l'hôpital de Konoha, tandis que Sasuke est retenu prisonnier au village. Hospitalisé avec Lee et Tenten à son chevet, Gaï est malheureusement contraint de mettre fin à sa vie de ninja, ses deux jambes étant complètement brisées, et doit passer le restant de ses jours sur un fauteuil roulant. Kakashi décide de promouvoir Naruto jõnin, à condition qu'il passe les examens chûnin et jõnin et reprenne les études, avec l'aide d'Iruka et de Shikamaru. Sasuke, quant à lui, ayant conscience de ses crimes commis, est acquitté pour services rendus, pour sa participation à la guerre et avoir annulé les «Arcanes Lunaires Infinis». Il décide de partir pour un long voyage expiatoire afin de se racheter. Sakura veut l'accompagner, mais il refuse et commence à lui accorder de l'attention. Il reçoit ensuite son bandeau frontal rayé par Naruto. Note : Cet épisode clôt l'arc majeur de la 4e Grande Guerre Ninja. |                               |                      |                                                    |                       |